# حارة بير عطية (صنعاء)
حارة بير عطية هي إحدى حارات حي شعوب بمديرية شعوب إحد مديريات العاصمة اليمنية صنعاء، بلغ تعداد سكانها 1040 نسمة حسب تعداد اليمن لعام 2004.